# Саша Кнежевић
Саша Кнежевић (Сарајево, 21. новембар 1971) је српски професор на Филозофском факултету у Палама на одсјеку за Српски језик и књижевност. У звање редовног професора за научну област Специфичне књижевности (Србистика) изабран је 2019.године. Аутор је већег броја научних радова, приказа књига, антологија српске народне поезије и четири научне студије, двије драме и пет романа.

## Биографија
Саша Кнежевић је рођен 21. новембра 1971. године у Сарајеву, гдје је завршио основну и средњу школу и уписао студије Опште књижевности на Филозофском факултету. По избијању ратних дејстава био је припадник Војске Републике Српске од 1. априла 1992. до 1. септембра 1993. године, када одлази на студије у Нови Сад. Филозофски факултет – Одсјек за српску књижевност и језик уписао је 1993. године, гдје је 1998. године дипломирао, а 2003. године и магистрирао. Докторирао је 25. маја 2007. године на Филозофском факултету Универзитета у Источном Сарајеву код проф. др Љубомира Зуковића, гдје је одбранио дисертацију под насловом „Народне пјесме о српском војевању за слободу током 19. вијека“.
Од октобра 1998.године запослен је на Филозофском факултету Универзитета у Источном Сарајеву, гдје је биран за асистента и вишег асистента, 2004. године. У звање доцента за Књижевноисторијску област изабран је 14. марта 2008. године, у звање ванредног професора за научну област Специфичне књижевности (Србистика), 10. априла 2013. године, а за редовног професора 2019. године. Члан је Друштва фолклориста Србије, Друштва чланова Матице српске у Републици Српској и Удружења књижевника Републике Српске.